# Билл, Уилл
Уилл Билл (англ. Will Beall) — американский сценарист и бывший детектив полицейского департамента Лос-Анджелеса. Он наиболее известен тем, что написал сценарий к фильмам «Охотники на гангстеров» (2013) и «Аквамен» (2018), а также разработал полицейские сериалы «Тренировочный день» и «Маршал», оба сериала были отменены после одного сезона.

## Карьера
Билл начал свою писательскую карьеру в 2006 году с публикации своего знаменитого первого романа LA REX, проработав в течение 10 лет детективом по расследованию убийств и следователем банд в Департаменте полиции Лос-Анджелеса. Билл адаптировал книгу для обладателя премии Оскар продюсера Скотта Рудина, и сценарий был включен в «Чёрный список», ежегодный обзор любимых сценариев киноиндустрии Голливуда. В период с 2009 по 2011 год он был редактором телесериала ABC «Касл», написав несколько эпизодов, раскрывающих основную сюжетную линию сериала об охоте на убийцу матери Беккета. Билл написал художественный фильм «Охотники на гангстеров», вышедший на экраны в 2013 году, в котором снимались Шон Пенн, Райан Гослинг и Джош Бролин. Фильм основан на книге бывшего писателя и редактора Los Angeles Times Пола Либермана «Охотники на гангстеров», документальной версии того, что он называет «битвой за Лос-Анджелес», которая произошла между полицией и командой Микки Коэна в середине 1940-х годов.
В июне 2012 года Билла наняли для написания сценария к фильму «Лига справедливости», в котором главными героями должны были стать Супермен, Бэтмен и Чудо-женщина. Однако его сценарий позже был отменен Warners, а Билла заменили обладателем премии Оскар и сценаристом «Операции „Арго“» и «Бэтмена против Супермена: На заре справедливости» Крисом Террио. Студия также наняла его для написания сценария для «Аквамена», но его снова заменили. В июле 2016 года выяснилось, что он вернулся на борт, чтобы выполнять обязанности по написанию сценария фильма 2018 года, с обработкой сюжета с Джеймсом Ваном и Джеффом Джонсом.
Билл был также нанят Warner Bros., чтобы написать сценарий перезапуска франшизы «Смертельное оружие». Как сообщает IGN, Билл пишет сценарий к фильму «Легенда о Конане», продолжению «Конана-варвара».

## Личная жизнь
Билл женился на продюсере «Касла» и сценаристе Элизабет Дэвис 30 июня 2012 года на ранчо Белтейн в Sonoma Valley, штат Калифорния.

## Фильмография

### Кино
| Год  | Название                          | Работа          | Примечания                                                                                                |
| ---- | --------------------------------- | --------------- | --- |
| 2013 | Охотники на гангстеров            | Сценарист       | |
| 2018 | Аквамен                           | Сценарист Сюжет | Соавтор сценария с Дэвидом Лесли Джонсоном-Макголдриком Соавтор сюжета с Джеймсом Ваном и Джеффом Джонсом |
| 2021 | Лига справедливости Зака Снайдера | Сюжет           | Соавтор сюжета с Крисом Террио и Заком Снайдером                                                          |

### Телевидение
| Год       | Название           | Работа                                                   |
| --------- | ------------------ | -------------------------------------------------------- |
| 2009-2011 | Касл               | Исполнительный редактор сюжета Редактор сюжета Сценарист |
| 2017      | Тренировочный день | Разработчик Исполнительный продюсер Сценарист            |
| 2020      | Маршал             | Создатель Исполнительный продюсер Сценарист              |